# ده (فیلم ۲۰۰۵)
ده (هندی: दस) فیلمی هندی در سبک اکشن و مهیج است که در سال ۲۰۰۵ منتشر شد.
قرار است یک گروه مامور در تاریخ دهم ماه یک تروریست را دستگیر کنند آنها موفق می شوند اما در این راه ...•
ترانه دست بهانه برای اولین بار در این فیلم ساخته و سپس در فیلم باغی ۳ باز سازی شد .

## بازیگران
- سانجی دات
- زاید خان
- سونیل شتی
- آبیشک باچان
- شیلپا شتی
- ایشا دئول
- دیا میرزا
- رایما سن
- گلشن گروور